# Sargentodoxa cuneata
Espèce
Sargentodoxa cuneata est une espèce de plantes à fleurs de la famille des Lardizabalaceae. C'est l'unique espèce du genre Sargentodoxa (genre monotypique). On la trouve également à Hainan, au Laos et au Vietnam.

## Description
Sargentodoxa cuneata est un sous-arbrisseau grimpant ou un arbuste grimpant.

## Répartition et habitat
L'aire de répartition indigène de cette espèce s'étend de la Chine centrale et méridionale au nord de l'Indochine. On la trouve également à Hainan, au Laos et au Viêt Nam. Elle pousse principalement dans le biome tempéré.

## Systématique
Le nom correct complet (avec auteur) de ce taxon est Sargentodoxa cuneata (Oliv.) Rehder & E.H.Wilson.
L'espèce a été initialement classée dans le genre Holboellia sous le basionyme Holboellia cuneata Oliv..
Sargentodoxa cuneata a pour synonymes :
- Holboellia cuneata Oliv.
- Sargentodoxa simplicifolia S.Z.Qu & C.L.Min